# Ratzwiller
Ratzwiller (deutsch Ratzweiler) ist eine französische Gemeinde mit 241 Einwohnern (Stand 1. Januar 2021) im Krummen Elsass im Département Bas-Rhin in der Region Grand Est (bis 2015 Elsass).
Die Ortschaft ist Teil des Biosphärenreservat Pfälzerwald-Vosges du Nord.

## Geschichte
Von 1871 bis zum Ende des Ersten Weltkrieges gehörte Ratzweiler als Teil des Reichslandes Elsaß-Lothringen zum Deutschen Reich und war dem Kreis Zabern im Bezirk Unterelsaß zugeordnet.

### Bevölkerungsentwicklung
| Jahr      | 1910 | 1962 | 1968 | 1975 | 1982 | 1990 | 1999 | 2007 | 2017 |
| Einwohner | 313  | 254  | 271  | 244  | 230  | 278  | 271  | 252  | 254  |